# Candona protzi
Candona protzi är en kräftdjursart som beskrevs av August Karl Julius Hartwig 1898. Candona protzi ingår i släktet Candona och familjen Candonidae. Inga underarter finns listade.